# Ikeova obřízka
Ikeova obřízka (v anglickém originále Ike's Wee Wee) je třetí díl druhé řady amerického komediálního animovaného televizního seriálu Městečko South Park.

## Děj
Pan Mackey poučuje děti o nebezpečí drog a nechá mezi ně kolovat marihuanu. Ta se ztratí a Mackey je vyhozen z práce. Marihuanu ve skutečnosti ukradl pan Garrison. Mackey nakonec ztratí i domov a propadá depresím. Začíná se stávat hipíkem a drogově závislým člověkem. Paní ředitelka si nakonec uvědomí chybu a spolu s ostatními kolegy a pomocníky ho zajme a pošle na rehabilitační léčebnu. Mezitím Kyle zjistí, co to znamená obřízka, kterou má prodělat jeho mladší bratr Ike. Zkouší ho schovat před rodiči, ale později zjistí, že Ike je adoptovaný Kanaďan, čímž ztratí zájem mu pomoct. Ike v osudný den probouzí v Kyleovi emoce z hezkých zážitků s ním, ale když přijde doktor, oba se shodnou, že obřízka vlastně není špatná tradice. Ike nakonec zákrok podstoupí. Pan Mackey je úspěšně vyléčen a je znovu přijat na školu coby učitel.